# 差示扫描量热法
差示扫描量热法（英語：Differential scanning calorimetry，简称DSC）是一种热分析技术，借助补偿器测量使样品与参比物达到同样温度所需的加热速率与温度的关系。

## 历史
1962年E.S.沃森和M.J.奥尼尔发明了差示扫描量热法在1963年的匹兹堡分析化学和应用光谱学会议上介绍给商业界。1964年第一台可以用于生物化学研究的差示扫描量热法机器被发展出来近年来出现了调制差示扫描量热法（Modulated DSC），其改进为在传统的线性加热方式上叠加了正弦振荡加热方式，同时提高了解析度和灵敏度。

## 原理与DSC曲线

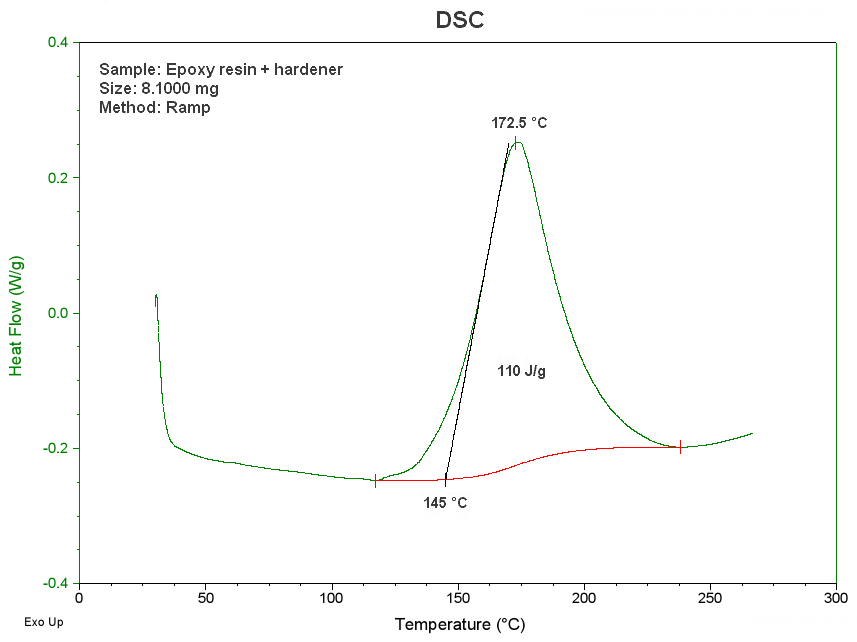
环氧树脂交联的DSC曲线，可见交联起始温度大概是145度，172.5度时热流速率最大

差示扫描量热法的基本原理是当样品发生相变、玻璃化转变和化学反应时，会吸收和释放热量，补偿器就可以测量出如何增加或减少热流才能保持样品和参照物温度一致。以聚合物为例，典型的反应有以下几种：
- 没有相变和其他反应：此时要保持样品和参比物温度一致，只需要克服两者之间的比热区别即可，此时显示出DSC的基线。为了保证基线平坦，参比物应该是在实验温度范围内不发生化学变化，且具有基本不变的比热的物质。
- 玻璃化转变：聚合物达到玻璃化转变温度时，热容增大，需要吸收更多热量来保持温度一致，因此常表现为DSC基线的转折。
- 结晶：有些经过过冷处理形成的非晶态聚合物加热时会开始结晶，放出结晶热，DSC测量到必须减少热流才能保持样品和参照物温度一致，在DSC曲线上就出现了一个放热峰。
- 熔融：随着温度进一步升高，结晶的部分开始熔融，补偿器测量出必须增加热流克服熔融所需的相变焓才能保持温度一致，于是在DSC曲线上就会出现吸热峰。
- 氧化和交联：有的聚合物在温度较高时会发生氧化和交联反应，DSC曲线出现放热峰。
- 分解：温度足够高之后，聚合物链会断裂，产生吸热峰。[4][5][6]

差示扫描量热法曲线的横轴是温度或者时间，纵轴是样品吸热和放热的速率，也被称为热流速率。峰面积可以通过下面的公式(Speil)来计算相变焓：
{\displaystyle \Delta H=KA}
这里的{\displaystyle \Delta H}是相变焓，{\displaystyle K}是量热法常数，{\displaystyle A}是峰的面积。不同的仪器有不同的量热法参数，可以通过标准样品测定仪器的量热法常数。DSC可以使用低熔点金属铟进行校正。

## 应用

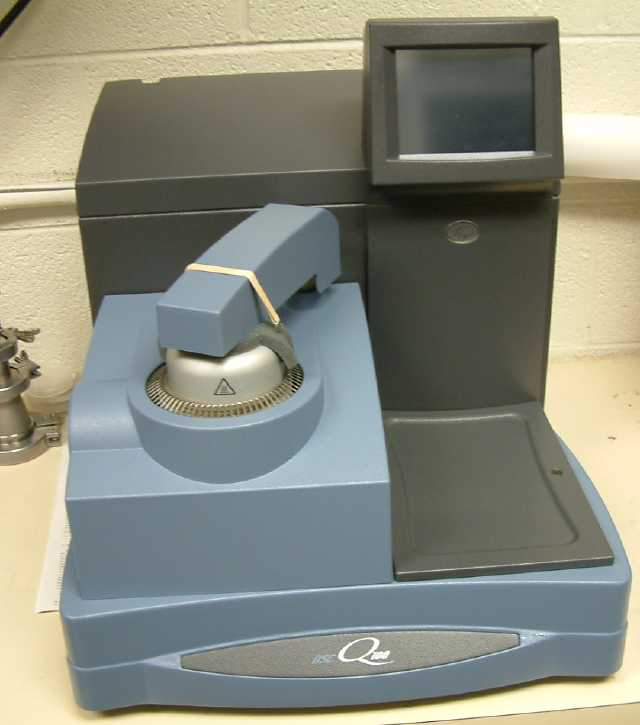
差示扫描量热计

### 液晶
扫描量热法也应用在研究液晶上，随着温度升高，具有液晶性质的物质会从固态起经历一系列的相态转化为各向同性的液态。对于高精密度的扫描量热法，可以测量出其中每个相变的相变焓，结合相态的观察可以研究这一系列的相变。

### 氧化稳定性
差示扫描量热法可以用于测试样品的氧化稳定性，一般先将样品放入气密性的样品腔中，通入惰性气体比如氮气，然后加热到需要测量氧化稳定性的温度，在保持温度不变的状况下，通入氧气。样品的氧化会产生峰，可以通过改变通入氧气的多少来模拟不同的气体环境。

### 药物加工
在药物分析上，可以用差示扫描量热法来判断药物的加工条件，比如若药物要求在无定形形态下加工，就需要先作DSC曲线，确定结晶温度，然后在结晶温度以下加工。

### 共聚物与共混物的区分
DSC是区分共聚物和共混物的重要工具。对于两种不能相容的聚合物，可以通过机械力形成共混物，一般具有两个玻璃化转变温度。

## 与差热分析（DTA）的比较
与保持样品和参比物温度一致测量热流的差示扫描量热法不同，差热分析是保持热流速率一致，测量样品和参比物的温度差。两者相比，差示扫描量热法的优点是可以得到较好的定量数据，缺点是温度较高时基线会变坏，无法继续测量。今日的大多数差热分析的生产厂家比如已经不再生产单独的DSC或DTA设备，而是生产包括热重分析、差示扫描量热法和差热分析的集成仪器，可以同时给出待测样品的质量、样品与参照物间热流速率、样品与参比物间温差与温度或时间的关系曲线，十分方便快捷。